# 本森 (馬里蘭州哈福德縣)
本森（英語：Benson）是位於美國馬里蘭州哈福德縣的一個非建制地區。

## 地理
本森所處的海拔為高於海平面134米（即440英呎），而該地所採用的時區為UTC-5，即北美东部時區（EST）。同時該地設有夏令時間，為UTC-5調快一小時，即UTC-4（EDT）。